# Liochthonius crassus
Liochthonius crassus är en kvalsterart som beskrevs av Chinone 1978. Liochthonius crassus ingår i släktet Liochthonius och familjen Brachychthoniidae. Inga underarter finns listade i Catalogue of Life.